# Френсіс Песко
Френсіс Песко (англ. Francis Polkinghorne Pascoe, 1 вересня 1813 - 20 червня 1893) — англійський ентомолог, займався в основному вивченням жуків.

## Біографія
Він народився у місті Пензанс у Корнуолі. Навчався у Медичному коледжі лікарні Святого Варфоломія (St Bartholomew’s Hospital Medical College) у Лондоні. Назначений хірургом на британськом флоті, служив в Австралії, Вест-Індії та на Середземному морі. 
Одружився з Мері Глассон. Оселився у селі Trewhiddle поблизу містечка Сент-Остел, де його дружина володіла підприємством з виробництва порцеляни. Після смерті дружини в 1851 році Песко оселився в Лондоні, де присвятив себе природознавству, зокрема ентомології. Він працював в основному з матеріалом зібраним іншими дослідниками, наприклад Альфредом Воллесом, Робертом Темплетоном. Став членом Королівського ентомологічного товариства в 1854 році, був його президентом з 1864-1865 роках. Також був членом Ентомологічного товариства Франції, Бельгійського і Штеттинського товариств, Товариства Ліннея (обраний 1852), входив до Ради науковогоТовариства Рея.

## Публікації
- 1858 On new genera and species of longicorn Coleoptera. Part III Trans. Entomol. Soc. London, (2)4:236-266.
- 1859 On some new genera and species of longicorn Coleoptera. Part IV.Trans.Entomol. Soc. London, (2)5:12-61.
- 1860 Notices of new or little-known genera and species of Coleoptera. J.Entomol., 1(1):36-64.
- 1860 Notices of new or little-known genera and species of Coleoptera, pt.II. J. Entomol., 1(2):98-131.
- 1862 Notices of new or little-known genera and species of Coleoptera. J.Entomol., 1:319-370.
- 1864-1869 Longicornia Malayana; or a descriptive catalogue of the species of the three longicorn families Lamiidae, Cerambycidae and Prionidae collected by Mr. A. R. Wallace in the Malay Archipelago. Trans.Entomol. Soc. London, (3)3:17-12.
- 1866 List of the Longicornia collected by the late Mr. P. Bouchard, at Santa Marta. Trans. Entomol. Soc. London, 5(3):279-296.
- 1867 Diagnostic characters of some new genera and species of Prionidae.Ann. Mag. Nat. Hist., (3)19:410-413
- 1875 Notes on Coleoptera, with descriptions of new genera and species. Part III. Ann. Mag. Nat. Hist., (4)15:59-73.
- 1884 Notes on Natural Selection and the Origin of Species. Taylor & Francis.
- 1885 List of British Vertebrate Animals. Taylor & Francis.
- 1890 The Darwinian Theory of the Origin of Species. Gurney & Jackson.